# Ballertshofen
Das Dorf Ballertshofen ist ein Gemeindeteil des Marktes Lauterhofen im Landkreis Neumarkt in der Oberpfalz in Bayern.
Kirchlich gehört Ballertshofen zur Filiale Deinschwang der Pfarrei Traunfeld im Dekanat Habsberg.
Am 1. Mai 1978 wurde Deinschwang mit Ballertshofen, Freiberg, Grafenbuch und Mettenhofen nach Lauterhofen eingemeindet. Einziges Denkmal ist ein Wohnstallhaus aus dem Jahre 1872.